# Marita Pabst-Weinschenk
Marita Pabst-Weinschenk (* 22. April 1955 in Castrop-Rauxel) ist eine deutsche Sprechwissenschaftlerin, Pädagogin und Autorin.

## Leben
Marita Pabst-Weinschenk ist Lehrerin in den Fächer Deutsch, Mathematik und Kunst mit erster und zweiter Staatsprüfung.
Vor der zweiten Staatsprüfung legte sie das Verbandsexamen in Sprechwissenschaft und Sprecherziehung vor der  Deutschen Gesellschaft für Sprechwissenschaft und Sprecherziehung (DGSS)  ab und führte erste Weiterbildungsveranstaltungen freiberuflich durch. Sie  machte sich selbständig und arbeitete als Rhetorik- und Kommunikationstrainerin in Wirtschaft und Verwaltung. Seit 1980 gehört sie zur Trainerfakultät des Hernstein-Management Instituts Wien.
In dieser Zeit war sie auch Lehrbeauftragte für mündliche Kommunikation im Rahmen der Deutschlehrerausbildung an den Universitäten Duisburg, Essen, Düsseldorf, Regensburg und lehrte Sprecherziehung, Phonetik/Linguistik und Stimmbildung an der Schule für Logopädie am Essener Klinikum. Weiterhin arbeitete sie freiberuflich in einem Krankenhaus mit und führte dort die Sprachtherapien durch. 1993 wurde sie an der  Mercator-Universität in Duisburg promoviert (Dr. phil).
Seit 1999 ist sie wissenschaftliche Mitarbeiterin an der  Heinrich-Heine-Universität Düsseldorf, dort lehrt sie Didaktik der deutschen Sprache und Literatur und Mündlichkeit. Ihr Schwerpunkt liegt in den Bachelor- und Masterstudiengängen zur Germanistik und Medien- und Kulturwissenschaft an. Seit 2001 leitet sie eine Prüfstelle der  DGSS an der Heinrich-Heine-Universität.
Marita Pabst-Weinschenk ist Mitglied in der  DGSS,  in der bmk, Berufsvereinigung mündliche Kommunikation NRW, im Symposion Deutschdidaktik  e.V. und der  Gesellschaft für angewandte Linguistik e.V. Sie ist seit 1993 im Vorstand der  DGSS tätig, von 2001 bis 2009 war sie Erste Vorsitzende, von 2009 bis 2017 Stellvertretende Vorsitzende. Seit 2001 ist sie Mitveranstalterin der Sprechkontakte, einer Vortragsreihe, die von Professor Bartsch gegründet wurde und in Kooperation mit der  Heinrich-Heine Universität und der  Volkshochschule Düsseldorf organisiert wird. Im  Symposion Deutschdidaktik hat sie von 2006 bis 2015 mit Brigit Eriksson die Arbeitsgemeinschaft Mündlichkeit geleitet. Sie gehört zum Senat der Thilo-von-Trotha-Stiftung für Redekultur, vertritt die  DGSS in der Initiative Hören e.V. und ist im Programmbeirat des Hochschulradios Düsseldorf 97,1.
Seit 1999 ist sie an der Heinrich-Heine-Universität fest angestellt, nachdem sie über 20 Jahre freiberuflich in Management, Verwaltung, Lehrerausbildung und im Krankenhaus gearbeitet hat. 2008 hat sie eine Professur für Sprachdidaktik an der Leuphana Universität Lüneburg vertreten, von 2008 bis 2011 die Professur für Mündlichkeit in Düsseldorf und 2013/14 eine Professur an der Ludwig-Maximilians-Universität in München.

## Schwerpunkte in der Lehre
- Theorie und Praxis der mündlichen Kommunikation
- Rhetorik
- Gesprächsführung
- Neue Medien
- Projektmanagement
- Sprach- und Literaturvermittlung
- Sprechwirkungsforschung

Im Zentrum ihrer Rhetoriktheorie steht das Modell der Rede-Pyramide. Dabei handelt es sich um ein didaktisches Synopse-Modell, das wesentliche Kriterien der Beschreibung von Redeleistungen in ihren Relationen repräsentiert.

## Veröffentlichungen (Auswahl)
- Bibliografie zur Sprechkunde und Sprecherziehung in Deutschland bis 1945. Magdeburg, Essen 1993
- Erich Drachs Konzept der Sprechkunde und Sprecherziehung. (Phil. Diss. Duisburg) Magdeburg, Essen 1993
- Die Konstitution der Sprechkunde und Sprecherziehung durch Erich Drach. Faktenfachgeschichte 1900-1935. Magdeburg, Essen 1993
- Reden im Studium. Frankfurt am Main 1995; Neuauflage 2009
- Besser schreiben und reden. Köln 1999 (mit Karl-Dieter Bünting)
- Die Sprechwerkstatt. Sprech- und Stimmbildung in der Schule. Braunschweig 2000; Reprint Alpen 2021
- Freies Sprechen in der Grundschule. Berlin 2005
- Dialogisch lernen im Seminarfach. Alpen 2009 (mit Bertram Thiel)
- Lernbox Präsentieren. Alpen 2011
- Kooperative Rhetorik – kompakt. Alpen 2011
- Wirkungsvoll reden – überzeugend präsentieren. Alpen 2012 (mit Ernst W. Jaskolski)
- Erfolgreich bewerben. BROCKHAUS SCOLARIS 2013
- „Du hörst mir ja gar nicht zu!“ Über das Zuhören & Sprechen, so dass man gerne zuhört. Alpen 2014
- Fit ans Mikrofon. Alpen 2015
- Stimmlich stimmiger Unterricht. Professionelle Kommunikation und Rhetorik. Göttingen 2016
- Lebendig vorlesen und vortragen. Konzepte und Impulse für den Deutschunterricht. Hannover 2021 (mit Kerstin Hillegeist)
- (Hg.) Mündliche Kommunikation als kooperativer Prozeß. Frankfurt/M. 1991 (mit Frank Lüschow)
- (Hg.) Sprecherziehung im Unterricht. München, Basel 1997 (mit Carl Ludwig Naumann und Roland Wagner)
- (Hg.) Grundlagen der Sprechwissenschaft und Sprecherziehung. München, Basel 2004; 2. Aufl. 2011
- (Hg.) Balladen – deutsche Balladen im Unterricht. Heft 21/2009 der Zeitschrift Deutsch 5–10
- (Hg.) Sprechkommunikation lehren. Gesammelte Aufsätze von Elmar Bartsch. Bd. 1 und 2. Alpen 2009, Bd. 3 2011
- (Hg.) Hermann Harry Schmitz und andere Katastrophen. Alpen 2010
- (Hg.) Medien: Sprech- und Hörwelten. München 2010
- (Hg.) Vorlesen – Vortragen. Heft 26/2011 der Zeitschrift Deutsch 5–10 (mit Becker, Susanne H.)
- (Hg.) Anwendungsfelder kooperativer Rhetorik. Beiträge der Sprechkontakte. Alpen 2011
- (Hg.) Mündlichkeit in aller Munde. Beiträge zur Düsseldorfer Mündlichkeit. Alpen 2012
- (Hg.) Gedichte erschließen. Heft 32/2012 der Zeitschrift Deutsch 5–10 (mit Becker, Susanne H.)
- (Hg.) Figuren interpretieren. Heft 37/2013 der Zeitschrift Deutsch 5–10 (mit Becker, Susanne H.)
- (Hg.) Zu anderen sprechen. Heft 39/2014 der Zeitschrift Deutsch 5–10 (mit Becker, Susanne H.)
- (Hg.) Kooperative Rhetorik heute. Beiträge zur Düsseldorfer Mündlichkeit 2. Alpen 2016
- (Hg.) Kooperative Rhetorik in Theorie und Praxis. Baltmannsweiler 2019
- (Hg.) Untersuchungen zur Sprechwirkung. Düsseldorfer Beiträge zur Mündlichkeit 3. Alpen 2021